# Ryan Kankowski

a Compétitions nationales et continentales officielles uniquement.

b Matchs officiels uniquement.
Dernière mise à jour le 22 novembre 2021.
Ryan Kankowski, né le 14 octobre 1985 à Port Elizabeth en Afrique du Sud, est un joueur international sud-africain de rugby à XV évoluant au poste de troisième ligne centre. Il joue l'essentiel de sa carrière pour la province des Natal Sharks en Currie Cup et pour les Sharks dans le Super Rugby.

## Carrière

### En club
Ryan Kankowski commence sa carrière avec les Natal Sharks en 2006, et joue en Super 14 avec les Sharks à partir de l'année suivante,. Il est finaliste du Super 14 avec les Sharks en 2007. Il est à nouveau finaliste de cette compétition en 2012.
En 2012, il fait une pige d'une saison avec le club japonais des Toyota Verblitz, en Top League, mais ne joue aucune rencontre.
L'année suivante, tout en continuant de jouer pour les Sharks, il rejoint les Toyota Industries Shuttles en Top League. À partir de 2015, il quitte définitivement les Sharks, et joue à plein temps au Japon.
En 2017, il retourne brièvement en Afrique du Sud pour jouer une saison de Currie Cup avec la province des Golden Lions.
Il retourne ensuite au Japon pour jouer une dernière saison avec les NTT Docomo Red Hurricanes, avant de mettre un terme à sa carrière de joueur en 2018,.

### En sélection
Ryan Kankowski joue avec la sélection sud-africaine de rugby à sept en 2006.
Il est sélectionné pour la première fois avec les Springboks pour disputer un match amical contre le pays de Galles, à Cardiff le 24 novembre 2007,. Il honore cette première sélection en inscrivant un essai.
Il dispute vingt test matchs avec l'Afrique du Sud, jusqu'à sa dernière sélection en 2012.
En 2016, il fait son retour avec la sélection à sept dans le cadre des Sevens Series, avec pour objectif de disputer les Jeux olympiques de Rio à l'été 2016. Il ne sera cependant pas retenu dans le groupe pour disputer la compétition.

## Style de jeu
Ryan Kankowski a été un grand espoir sud-africain au poste de troisième ligne centre. C'est un joueur rapide capable de prendre de vitesse les défenses adverses, qui est souvent comparé à Bobby Skinstad par sa façon de jouer, sa maturité et son potentiel. Plusieurs blessures et méformes l'empêchent toutefois de confirmer son potentiel sur le long terme,.

## Statistiques en équipe nationale
- 20 sélections
- 5 points (1 essai)
- Sélections par année : 1 en  2007, 6 en 2008, 4 en 2009, 6 en 2010, 2 en 2011 et 1 en 2012.
- Tri-nations disputés : 2008, 2009, 2010, 2011

## Palmarès
- Finaliste du Super Rugby en 2007 et 2012.
- Vainqueur de la Currie Cup en 2008 et 2010.